# 大山真人
大山真人（おおやま まひと、1944年（昭和19年）5月13日 - ）は日本のノンフィクション作家。
山形県山形市出身。高齢者問題を中心に活動中。

## 経歴
早稲田大学第一文学部卒業。卒業後は、学習研究社に入社。主に女性雑誌、音楽雑誌の編集を手掛ける。学習研究社を退社後、ノンフィクション作家として数々の著書を刊行。
2008年、高齢者が気軽に訪れる事ができる「居場所」を作る運動として「幸福亭」を開設、主宰。
2011年4月、統一地方選挙所沢市議会議員選挙（定数36）に無所属で立候補し、46名中45位で落選した。
2013年3月、著書『騙されたがる人たち』で、詐欺問題のプロでありながら、自ら振り込め詐欺に騙され、被害者になったことを告白。「騙されるほうにも問題がある」と警鐘を鳴らした。

## 著作
- 『高田瞽女最後』1983年1月 音楽之友社
- 『文ちゃん伝　出羽ケ嶽文治郎と斎藤茂吉の絆』1986年8月 河出書房新社
- 『Ｓ病院老人病棟の仲間たち』1988年5月 文藝春秋社（テレビドラマ化）
- 『ビリー・ホリデイ　汚辱と苦悩を歌う女』1992年7月 メディアファクトリー
- 『ヒッチコック　偏執狂的サスペンス講座』1992年12月 メディアファクトリー
- 『ちんどん菊乃家の人びと』1995年12月 河出書房新社
- 『老いてこそ二人で生きたい』1993年12月 大和書房
- 『取締役総務部長 奈良坂龍平』1998年5月 読売新聞社
- 『銀座木村屋あんパン物語』2001年7月 平凡社 ISBN 978-4582850994
- 『夢のある「終の棲家」を作りたい』2002年5月 大和書房
- 『悪徳商法』2003年6月 文藝春秋社
- 『宝くじ戦争』2005年3月 洋泉社
- 『楽の匠』2005年3月 音楽之友社
- 『昭和大相撲騒動記　天龍・出羽ヶ嶽・双葉山の昭和7年』2006年9月 平凡社　※この作品以降「大山眞人」名義
- 『団地が死んでいく』2008年4月 平凡社
- 『騙されたがる人たち　善人で身勝手なあなたへ』2013年3月 講談社

## テレビ出演
- 「報道2001 老人漂流」フジテレビ 2008年７月コメンテーター
- 「ノンストップ!」フジテレビ 2013年４月コメンテーター
- 「しくじり先生 俺みたいになるな!!」テレビ朝日2014年8月17日　※詐欺問題のプロなのに詐欺に遭っちゃった先生として出演